# Aleksandr Machovikov
Aleksandr Machovikov (Russisch: Эдуард Николаевич Мудрик) (Moskou, 12 april 1951) is een voormalig voetballer uit de Sovjet-Unie.

## Biografie
Machovikov begon zijn carrière bij Dinamo Moskou in 1971. In 1972 speelde hij de finale van de Europacup II tegen Glasgow Rangers. In de 87ste minuut maakte hij de aansluitingstreffer, het werd toen 3-2, maar het mocht niet baten, Dinamo verloor de finale. In 1976 won hij met de club de titel en in 1977 de beker.
Hij maakte zijn debuut voor het nationale elftal op het EK 1972 in de kwartfinale tegen Joegoslavië. Daarna speelde hij pas in 1976 opnieuw voor zijn land. Hij scoorde zijn enige doelpunt in zijn laatste wedstrijd, een vriendschappelijke partij tegen West-Duitsland.